# 武汉城市圈
武汉城市圈，又称“武汉都市圈”、“1+8”城市圈、“大武汉都会圈”，是指以中部地区最大城市武汉为圆心，覆盖黄石、鄂州、黄冈、孝感、咸宁、仙桃、天门、潜江周边8个大中型城市所组成的城市群。武汉为城市圈中心城市，黄石为副中心城市，仙桃为西翼中心城市。
荆州洪湖市、荆门京山市、随州广水市、荆州监利市作为观察员先后加入武汉城市圈，四县市将比照城市圈成员单位享受相关政策待遇，参加湖北省推进武汉城市圈综合配套改革试验领导小组会议，及武汉城市圈有关协作互动等活动。
武汉城市圈的建设，涉及工业、交通、教育、金融、旅游等诸多领域。面积不到湖北省三分之一的武汉城市圈，集中了全省一半以上的人口、六成以上的GDP总量，是中国中部最大的城市组团之一。它不仅是湖北经济发展的核心区域，也是中部崛起的重要战略支点。
2007年12月7日，国务院正式批准武汉城市圈为“全国资源节约型和环境友好型社会建设综合配套改革试验区”。

## 交通

武汉城市圈城际铁路线路示意图

- 武漢城市圈城際鐵路
- 武汉城市圈环线高速公路